# 松島修
松島 修（まつしま おさむ、1960年 - ）は、東京都出身の経済コンサルタント、テレビコメンテーター。実業家。作家。松島経営塾塾長。

## 来歴・人物
ファイナンシャルプランナーの資格CFP（Certified FinanciaI Planner)を保有し、世界経済と投資環境の研究を行う。経済評論家として、日経新聞や日経マネーなどの経済投資専門紙へ寄稿。経済論評についてのインタビュー取材を受ける。
日刊ゲンダイ等にも経済論評についての連載を持つ。テレビ東京のTV番組のコメンテーターとして出演。
実業として、エフピーネット株式会社(関東財務局長（金商）第1898号) の代表もつとめる傍ら 執筆活動も展開。
著書に王様マインドと奴隷マインド(サンマーク出版)、聖書に隠された成功法則(サンマーク出版)、
最新の資産防衛術は聖書に隠されていた(扶桑社)、聖書に隠された性格分析 ケルビム・パターン(マガジンハウス)などがある。

### 人物
- 会計検査院調査官の父、日本銀行勤務の母を持つ。三兄弟の長男。
- 法政大学在学中は工学部電気工学科に在籍。

### エピソード
- 父親の不動産仲介を手伝う傍ら、コンサルティング業務を開始し、FP、CFPの資格を取得。
- パソコン通信「FRISK」でFP&RISKマネジメントフォーラム(パソコン通信を使いこなしているFP達)のリーダー的に活動。
- 日本初となる本格的な投資家向けＦＸの有料メールマガジン(新イーグルフライ)を発行。
- 著作内で発表した経営哲学として「右肩上がり経営」の原則を公開し、各種セミナーを開催。
- 聖書に隠された成功法則出版記念記者会見にはみずほ銀行名誉顧問の橋本徹氏が出席。推薦コメントを出す。

## 略歴
- 1960年 - 東京都で生まれる。
- 1983年 - 法政大学電気工学科卒業
- 1983年 - 岩崎通信機入社
- 1986年 - 岩崎通信機国際営業部
- 1990年 - 岩崎通信機退社
- 1990年 - 松島地所勤務開始
- 1991年 - 宅地建物取引士（当時は宅地建物取引主任者）取得
- 1991年 - AFP(AFFILIATED FINANCIAL PLANNER)資格取得
- 1993年 - CFP(CERTIFIED FINANCIAL PLANNER)資格取得
- 1994年 - エフピーネット株式会社法人化
- 2000年 - CFP試験問題作成委員委嘱 2000年 - 2001年 新作問題作成

## テレビ出演歴
- 2009年6月10日 テレビ東京 Eモーニング
- 2007年5月30日 テレビ東京 クロージングベル
- 2007年6月27日 テレビ東京 クロージングベル
- 2007年11月6日 テレビ東京 クロージングベル

その他

## ラジオ出演歴
2011年5月24日 ひかるのトレンドwalker_2011年5月24日 FM戸塚

## 雑誌連載・寄稿
- FX攻略.com （株式会社シンセイ発行）
- Financial Adviser 2010年04月号（近代セールス社発行）
- FXを今から始めて儲かるパターンを教えます！_2013年05月13日号（インターナショナル・ラグジュアリー・メディア発行)
- GQ JAPAN_2010年06月号（コンデナスト・ジャパン発行）
- MISTY_2011年05月号（実業之日本社発行）
- Yen SPA!_2010年07月16日号（扶桑社発行）
- ゆほびかGOLD_2012年03月30日号（マキノ出版発行）
- リベラルタイム_2010年06月号（リベラルタイム出版社発行）
- 経済界_2010年04月06日号（経済界発行）
- 財界_2010年04月20日号（財界研究所発行）
- 財界_2010年05月11日号（財界研究所発行）
- 財界_2012年09月18日号（財界研究所発行）
- 週間東洋経済_2012年02月18日号（東洋経済新報社発行）
- 商工にっぽん_2010年05月号（日本商工振興会発行）
- 販促会議_2010年07月号（宣伝会議発行）

## 新聞取材
- 日本経済新聞_2010年03月20日号（日本経済新聞社発行）
- Fuji Sankei Business i._2010年05月22日号（産経新聞発行）
- Fuji Sankei Business i._2010年08月10日号（産経新聞発行）
- 日刊ゲンダイ_2014年04月連載（日刊現代発行）
- 夕刊フジ_2010年06月19日号（産業経済新聞東京本社発行）
- 日刊ゲンダイ_2019年08月04日号以降連載中（日刊現代発行）

## 著書
- 『聖書に隠された成功法則』（サンマーク出版）
- 『聖書に隠された性格分析　ケルビム・パターン』(マガジンハウス)
- 『最新の資産防衛術は聖書に隠されていた』(扶桑社)
- 『王様マインドと奴隷マインド』 （サンマーク出版）
- 『ビジネスと人生に飛躍をもたらす使命の本質』 （幻冬舎）

## その他
- 松島修経営塾塾長
- 元CFP問題作成委員
- リアルインテリジェンス　金融ポータルサイトを立ち上げる